# USS Rodgers (1879)
Pour les autres navires du même nom, voir USS Rodgers.
L'USS Rodgers est un trois-mâts barque à vapeur acquis par l'United States Navy en 1881  afin de se lancer à la recherche de l'USS Jeannette, perdue lors de l'expédition Jeannette.